# Catechismus Romanus

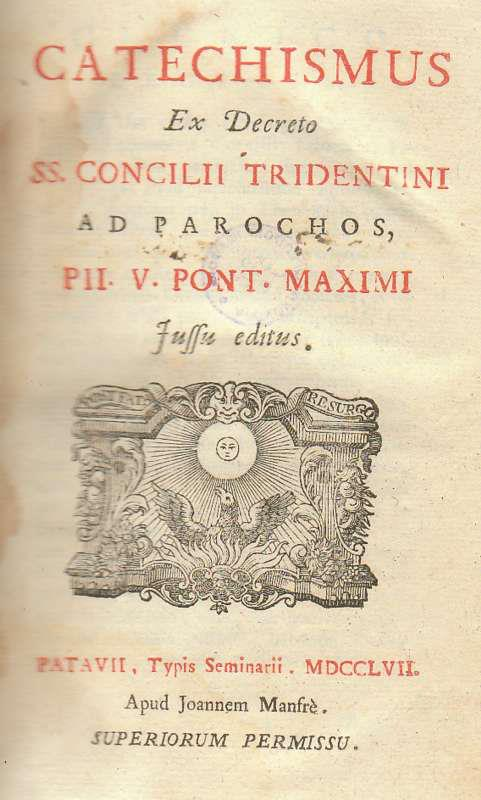

Der Catechismus Romanus (lateinisch für „Römischer Katechismus“) ist ein seit der lateinischen Dillinger Ausgabe von 1567 um das Adjektiv „Romanus“ erweiterter Kurztitel des als „Religionsbuch der Kirche“ geltenden Werks. Der Originaltitel dieses in Rom erstmals im Jahr 1566 erschienenen Katechismus lautet: CATECHISMVS, Ex decreto Concilii Tridentini, AD PAROCHOS, PII QVINTI PONT. MAX. IVSSV EDITVS (Katechismus, nach dem Beschluss des Trienter Konzils, für die Pfarrer, im Auftrag des Papstes Pius V. herausgegeben). Sein umfassender Titel bezeichnet dieses Handbuch als „Katechismus“, nennt als Grund für seine Veröffentlichung ein „Dekret des Trienter Konzils“, das Papst Pius V. durch die Herausgabe dieses Katechismus realisiert hat, und erwähnt als seine Adressaten die „Pfarrgeistlichen“.

## Entstehungsgeschichte
Die Geschichte der Entstehung dieses im Jahr 1566 erschienenen Katechismus reicht zurück bis in die erste Tagungsperiode des Trienter Konzils (1545–48), jedoch wurde erst in der dritten Periode (1562–63) mit seiner Ausfertigung begonnen. Als bei Abschluss der Konzilsberatungen die Katechismusarbeiten noch unvollendet waren, beschloss das Konzil in einem Dekret auf seiner letzten Sitzung am 4. Dezember 1563, die ihm gestellte, aber noch nicht zum Abschluss gebrachte Aufgabe der Abfassung eines Katechismus an den Papst weiterzureichen und ihm das bis zu diesem Zeitpunkt erarbeitete Material zu übergeben. Papst Pius IV. (1559–1565) beauftragte daraufhin im Januar 1564 eine unter Leitung seines Neffen, des Kardinals Karl Borromäus (1538–1584), stehende Redaktionskommission aus ehemaligen Konzilsteilnehmern mit der Weiterführung der in Trient begonnenen Vorarbeiten zu einem Katechismus.
Der seit Januar 1566 amtierende Nachfolger Papst Pius V. (1566–1572) ließ den Text noch einmal durch eine Revisionskommission unter Leitung des Kardinals Guglielmo Sirleto (1514–1585) überprüfen. Sie billigte das Manuskript im Juni 1566. Daraufhin konnte der Katechismus im August / September 1566 in Druck gehen.

## Inhalt und Gliederung
Der in vier Teile gegliederte Catechismus Romanus stellt die katholische Glaubens- und Sittenlehre im Anschluss an die vier katechetischen Hauptstücke dar:
- Glaube mit dem Apostolischen Glaubensbekenntnis in 13 Kapiteln
- Sieben Sakramente in 8 Kapiteln
- Gottes Gebote mit dem Dekalog in 10 Kapiteln
- Gebet mit dem Vaterunser in 17 Kapiteln

Dem für die Hand der Pfarrgeistlichen bestimmten Catechismus mit seinen insgesamt 1014 nummerierten Lehrstücken ist zum Zweck der Katechismuspredigt seit 1578 oft ein als „Praxis Catechismi“ bezeichneter Anhang angefügt, in dem sein Inhalt auf alle Sonntage des Jahres aufgeteilt ist.

## Verbreitung und Erstausgaben
Die lateinische Edition hat ca. 550 Auflagen erlebt, und über 350 Auflagen umfassen ihre Übersetzungen in 18 Sprachen:
- Erstausgabe der Übersetzung ins Italienische: Catechismo (Rom 1566) – ins Deutsche: Römischer Catechismus (Dillingen 1568) – ins Französische: Catéchisme (Paris 1568) – ins Polnische: Katechizm (Krakau 1568) – ins Portugiesische: Catechismo (Lissabon 1590) – ins Flämische: Roomsche Catechismus (Brüssel 1668) – ins Englische: Catechism (London 1687) – ins Mexikanische (Mexiko 1723) – ins Kroatische: Katekism rimski (Mlezieh 1775) – ins Spanische: Catecismo (Pamplona 1777) – ins Arabische (Rom 1786/87) – ins Tschechische: Rjmský Katechysmus (Prag 1834/41) – ins Ungarische (1869) – ins Chaldäische (Mossul 1889) – ins Rumänische: Catechismulu (Gherl'a 1891) – ins Ukrainische (New York – München 1961) – ins Armenische (Beirut 1962) – ins Japanische (Tokio 1966)
- Letzte lateinische Ausgabe: Catechismus Romanus seu Catechismus ex decreto Concilii Tridentini ad parochos Pii V. pont. max. iussu editus. Editione praefuit Petrus Rodriguez, Eam instruendam atque apparandam item curaverunt Ildephonsus Adeva, Franciscus Domingo, Radulfus Lanzetti et Marcellus Merino. Citta del Vaticano u. a.: Libreria Editrice Vaticana u. a. 1989
- Letzte deutsche Ausgabe: Der römische Katechismus: Katechismus romanus; Katechismus nach dem Beschlusse des Konzils von Trient für die Pfarrer: übersetzt nach der zu Rom 1855 veröffentlichten Ausgabe mit Sachregister. Kirchen (Sieg): Petrus 1970 (21993)

## Bedeutung
Der Catechismus Romanus ist eines der gewichtigsten Dokumente des ordentlichen Lehramts der katholischen Kirche, auf das sich die Päpste in ihren Lehrschreiben immer wieder beziehen. Papst Johannes Paul II. hat in seinem Apostolischen Schreiben Catechesi Tradendae vom 16. Oktober 1979 (Nr. 13) über das Beziehungsverhältnis von Konzil und Katechismus gesagt: „Der katechetische Dienst gewinnt auf den Konzilien immer neue Kraft. Das Konzil von Trient bietet hier ein bemerkenswertes Beispiel: es hat in seinen Konstitutionen und Dekreten der Katechese den Vorrang eingeräumt. Es hat den ‚Römischen Katechismus‘ angeregt, der auch seinen Namen trägt und ein Werk ersten Ranges darstellt als Zusammenfassung der christlichen Lehre und der überlieferten Theologie zum Gebrauch für die Priester.“ Auch der im Anschluss an das Zweite Vatikanische Konzil herausgegebene Katechismus der Katholischen Kirche (1992) ist nicht nur wie der Römische Katechismus in dessen vier Teile gegliedert, sondern er zitiert ihn allein 17-mal und zählt ihn ausdrücklich zu den „Kirchlichen Dokumenten“.